# Osterwaldiella
Osterwaldiella là một chi rêu trong họ Pterobryaceae.